# Conjunt del carrer Rubió i Ors (Cornellà de Llobregat)
El Carrer Rubió i Ors és una obra del municipi de Cornellà de Llobregat (Baix Llobregat) inclosa en l'Inventari del Patrimoni Arquitectònic de Catalunya.

## Descripció
El conjunt del Carrer Major (actualment Rubió i Ors, encara que popularment s'anomena Major) és una successió d'edificacions sobre parcel·lació de tipus medieval de les èpoques de finals del segle xviii i principis del XIX amb ben comptades excepcions.
Malgrat que durant els anys de creixement desmesurat va veure substituïdes algunes de les seves cases per d'altres més modernes, encara conserva la majoria de les seves característiques edificacions, cases d'habitatges i botigues de planta i un o dos pisos.
Destaca l'edifici del Cinema Titan, amb el seu pinacle que és un tret personal de la imatge de Cornellà. Originàriament es tractava d'un bloc de pisos de tres plantes a les quals s'hi va afegir un altre.
A nivell de la façana cada planta presenta quatre sortides a balcons, que pràcticament són tant llargs com l'amplada de la façana. A nivell decoratiu cal destacar l'ús de garlandes.
La part d'entrada, a la planta baixa, també ha estat reformada.

## Història
Al segle xvi hi ha notícia d'un nucli, a la plaça dita actualment Lluís Companys, format prop del camí on hi havia establert l'Hostal Comunal. El 1769 el Rei Carles convertí aquell camí en la carretera que anava de Cornellà a Sant Boi vorejant el Delta i que també era la via de comunicació amb Barcelona, i al Comunal preexistent s'hi obrí una casa de postes i es construïren diverses cases i hostals. Fruit del desenvolupament econòmic del segle xix fou la consolidació d'aquest nucli i el tros de carrer Major que va des de l'antiga carretera de Sant Boi a la planta elevadora de la Companyia d'Aigües adquirí el seu aspecte actual. Data de la primera meitat del segle xx.